# Liste der portugiesischen Botschafter in der Slowakei
Die Liste der portugiesischen Botschafter in der Slowakei listet die Botschafter der Republik Portugal in der Slowakei auf. Die beiden Staaten unterhalten seit der slowakischen Unabhängigkeit 1993 direkte diplomatische Beziehungen.
Eine eigene Botschaft unterhielt Portugal in der slowakischen Hauptstadt Bratislava zwischen 2005 und 2013, seither ist für die Slowakei wieder der portugiesische Botschafter in Wien zuständig, der dazu in Bratislava doppelakkreditiert wird (Stand August 2019).

## Missionschefs
| Name                                         | Bild     | Akkreditierungsdatum | Anmerkungen                                                                         |
| Slowakei                                     | Slowakei | Slowakei             | Slowakei                                                                            |
| -------------------------------------------- | -------- | -------------------- | ----------------------------------------------------------------------------------- |
| Fernão Manuel Homem de Gouveia Favila Vieira |          | 22. September 1994   | erster Botschafter Portugals in der Slowakei, mit Amtssitz in Wien                  |
| Álvaro José Mendonça e Moura                 |          | 28. Juni 1996        | Botschafter mit Amtssitz Wien                                                       |
| João Rosa Lã                                 |          | 8. Juni 1999         | Botschafter mit Amtssitz Wien                                                       |
| Carlos Neves Ferreira                        |          | 2001                 | Botschafter mit Amtssitz in Wien                                                    |
| José Ernest Henzler Vieira Branco            |          |                      | Botschafter mit Amtssitz Bratislava, Amtszeit 27. Januar 2005 bis 2. Januar 2010    |
| João Luís Niza Pinheiro                      |          |                      | Botschafter mit Amtssitz Bratislava, Amtszeit 15. November 2010 bis 15. Januar 2013 |
| Ana Maria Coelho Ribeiro da Silva            |          |                      | Übergangs-Geschäftsträgerin in Bratislava, ab 4. Januar 2013                        |
| Ana Maria Coelho Ribeiro da Silva            |          |                      | Botschafterin mit Amtssitz Bratislava, ab 5. Oktober 2015                           |
| Pedro Moitinho de Almeira                    |          |                      | bis 2017, Botschafter mit Amtssitz Wien                                             |
| António Carlos Carvalho de Almeida Ribeiro   |          |                      | seit 2017, Botschafter mit Amtssitz Wien                                            |